# Elke Adams
Elke Adams (* 3. September 1975 in Ettenheim) ist eine deutsche Juristin. Sie ist seit Juni 2022 Richterin am Bundesgerichtshof.

## Leben und Wirken
Adams studierte Rechtswissenschaften in Heidelberg, Göttingen und Uppsala. Sie trat nach Abschluss ihrer juristischen Ausbildung im Juli 2004 in den Justizdienst des Landes Niedersachsen ein und war zunächst bei der Staatsanwaltschaft Göttingen, dem Amtsgericht Osterode am Harz, dem Landgericht Göttingen und dem Amtsgericht Göttingen tätig. Im Jahr 2007 war sie für die Dauer von neun Monaten mit der Hälfte ihrer Arbeitskraft als Prüferin an das Niedersächsische Justizministerium abgeordnet. Im September 2008 erfolgte ihre Ernennung zur Richterin am Amtsgericht in Göttingen. Von September 2013 bis Februar 2014 war Adams an das Oberlandesgericht Braunschweig, anschließend an das Landgericht Göttingen abgeordnet. Dort wurde sie im August 2015 zur Richterin am Landgericht ernannt. Im Februar 2017 wechselte sie als Richterin an das Oberlandesgericht Braunschweig.
Nach ihrer Ernennung zur Richterin am Bundesgerichtshof am 1. Juni 2022 wies das Präsidium Adams dem vornehmlich für das Gesellschaftsrecht zuständigen II. Zivilsenat zu.